# Harry Boland (polityk)
Harry Boland (irl. Énrí Ó Beóláin, ur. 27 kwietnia 1887 w Dublinie, zm. 31 lipca 1922 tamże) – irlandzki polityk i nacjonalista.
Wcześnie wstąpił do Irlandzkiego Bractwa Republikańskiego. Był członkiem Irlandzkich Ochotników i brał udział w powstaniu wielkanocnym w 1916.
W roku 1918 został członkiem parlamentu z ramienia Sinn Féin. Wraz z Éamonem de Valerą udał się do USA, aby szukać poparcia dla Republiki Irlandzkiej. Boland spotkał się tam z przedstawicielem rządu Rosji Radzieckiej, Ludwigiem Martensem, który przekazał mu rosyjskie klejnoty koronne jako pomoc dla Irlandii.
Był przeciwnikiem traktatu. W 1922 ponownie został wybrany na członka parlamentu.
31 lipca 1922 został zastrzelony w Hotelu Skerries Grand przez członków irlandzkiej armii.
Jego śmierć wywarła duży wstrząs na Michaelu Collinsie i skłoniła go do próby znalezienia porozumienia z przeciwnikami Traktatu.

## Życiorys
- Division 61 – Harry Boland